# Tipula hylaea
Tipula hylaea är en tvåvingeart som beskrevs av Alexander 1924. Tipula hylaea ingår i släktet Tipula och familjen storharkrankar. Inga underarter finns listade i Catalogue of Life.